# Sư Hà
Sư Hà (tiếng Trung: 浉河区; bính âm: Shīhé Qū) là một khu (quận) thuộc địa cấp thị (Thành phố) Tín Dương tỉnh Hà Nam, Trung Quốc.

## Nhai đạo
- Lão Thành (老城街道)
- Ngũ Lý Đôn (五里墩街道)
- Xa Trạm (车站街道)
- Dân Quyền (民权街道)
- Ngũ Tinh (五星街道)
- Nam Loan (南湾街道)
- Hồ Đông (湖东街道)
- Kim Ngưu Sơn (金牛山街道)
- Song Tĩnh (双井街道)

## Trấn
- Đông Song Hà (东双河镇)
- Lý Gia Trại (李家寨镇)
- Ngô Gia Điếm (吴家店镇)

## Hương
- Liễu Lâm (柳林乡)
- Đàm Gia Hà (谭家河乡)
- Thập Tam Lý Kiều (十三里桥乡)
- Sư Hà Cảng (浉河港乡)
- Đổng Gia Hà (董家河乡)
- Du Hà (游河乡)